# Giełpsz
Giełpsz (niem. Gelbsch) – przysiółek wsi Karszewo w Polsce, położony w województwie warmińsko-mazurskim, w powiecie kętrzyńskim, w gminie Korsze.
W latach 1975–1998 przysiółek administracyjnie należał do województwa olsztyńskiego.
Od 2015 roku przez przysiółek przebiega szlak rowerowy Green Velo, łączący w tym miejscu Sępopol i Korsze oraz Barciany.